# Mahávasztu
A Mahávasztu (magyarul: "Nagy esemény" vagy "Nagy történet") a korai buddhizmushoz tartozó lokottaraváda iskola hagiografikus szövege. Úgy jellemzi magát, mint a buddhista egyházi szabályzathoz (vinaja) készült előszó. Több mint a szöveg fele Dzsátaka és Avadána születéstörténetekből áll, amelyek Buddha és más bódhiszattva korábbi életeit mesélik el.
A Mahávasztu tartalmaz prózai és verses szövegeket szanszkrit, páli és prakrit nyelven. Úgy tartják, hogy valamikor az i. e. 2. század és a 4. század között készült.

## Párhuzamok a páli kánonnal
A Mahávasztu Dzsátaka meséi hasonlítanak a páli kánon (Tipitaka) meséihez, jóllehet a részletekben hatalmas különbségek mutatkoznak. A Mahávasztu többi része szorosabb párhuzamot mutat a kánonnal, főleg a Dígha-nikája (DN 19, Mahágovinda-szutta), a Maddzshima-nikája (MN 26, Árijaparijeszana-szutta; and, MN 36, Mahászaccsaka-szutta), a Khuddaka-pátha, a Dhammapada (8. fejezet, Szahassza-vagga; és 25. fejezet, Bhikkhu-vagga), a Szutta-nipáta (Sn 1.3, Khaggaviszána-szutta; Sn 3.1, Pabbaddzsá-szutta; és Sn 3.2, Padhána-szutta), a Vimanavatthu és a Buddhavamsza.

## Mahájána témák
A Mahávasztut a transzcendentális (lokottara) Buddha elsődleges forrásának tekintik, amely minden mahászánghika iskolánál azonos. A Mahávasztu szerint a sok életen át tartó idő alatt, az egykor emberként létező Buddha természetfeletti képességekre tett szert, köztük: fájdalommentes születés fogantatás nélkül; alvás, étel, gyógyszer és mosdás szükségének hiánya (jóllehet a világgal való konformitás végett ő is végzett ilyen cselekedeteket); mindentudás; a karma elnyomásának képessége."

## Angol fordítása
- Jones, J.J. (ford.) (1949–56). The Mahāvastu (3 kötet) in Sacred Books of the Buddhists. London: Luzac & Co. 1. kötet 2. kötet 3. kötet